# Une ravissante idiote
Pour plus de détails, voir Fiche technique et Distribution.
Une ravissante idiote est un film français réalisé par Édouard Molinaro, sorti en 1964, d'après le roman éponyme de Charles Exbrayat.

## Synopsis
Londres. Harry Compton, un jeune homme charmant, est amoureux de la jolie Penelope Lightfeather. Alors que celle-ci déjeune dans un restaurant, il y provoque un petit incident qui le met en retard à son bureau et conduit à son licenciement. Il se rend alors chez Bagda, un ami restaurateur, comme lui d'origine russe, et agent des services secrets soviétiques. Bagda lui confie une mission délicate : le vol d'un document ultra-secret chez Sir Réginald Dumfrey.
Au terme du film on apprend que Pénélope, loin d'être une idiote, cachait en fait son jeu et tirait toutes les ficelles.

## Fiche technique
- Titre : Une ravissante idiote
- Réalisation : Édouard Molinaro
- Scénario et dialogues : François Billetdoux (non crédité), André Tabet et Georges Tabet, d'après le roman éponyme de Charles Exbrayat
- Photographie : Andréas Winding
- Musique : Michel Legrand
- Son : Robert Biart
- Décors : Jean André, Robert Clavel
- Costumes : Tanine Autré
- Maquillage : Odette Berroyer
- Montage : Robert Isnardon
- Coordinateur des combats et des cascades : Claude Carliez et son équipe
- Production : Michel Ardan
- Société de production : Les Productions Belles Rives (Paris)
- Pays d'origine :  France
- Affichiste : Clément Hurel
- Format : Noir et blanc - 35 mm - 1,37:1 - Mono
- Genre : Comédie et espionnage
- Durée : 110 minutes
- Date de sortie : France : 13 mars 1964

## Distribution
- Brigitte Bardot : Penelope « Penny » Lightfeather, une jeune et jolie retoucheuse à l'air bébête
- Anthony Perkins : Harry Compton / Nicolas Sergueiovitch Maukouline, un agent secret
- Grégoire Aslan : Bagda, un restaurateur londonien et agent secret russe
- Jean-Marc Tennberg : L'inspecteur Cartwright, de l'Intelligence Service
- André Luguet : Sir Reginald Dumfrey, le chef du Bureau D à l'Amirauté
- Hans Verner : Donald Farrington, une figure importante de l'espionnage
- Jacques Monod : Surgeon, le chauffeur de Sir Reginald
- Hélène Dieudonné : Mamie, la grand-mère de Penny
- Denise Provence : Lady Barbara Dumfrey, la femme trop bavarde de Sir Reginald
- Annick Allières : Eléonore, la serveuse du restaurant Lion's
- Martine de Breteuil : Marjorie
- Paul Demange : le directeur de la banque
- Pierre Duncan : Peter Walter
- Michel Duplaix : James W.C Tapple
- Jacques Dynam : le sergent de police
- Michel Garland : un homme interrogé
- Guy Grosso : un homme interrogé
- Raoul Guylad : l'ami de Barbara
- Jacques Hilling : le Lord-Admiral
- Frederika Layne : Maud Smith
- Robert Le Béal : le capitaine Fellow
- Henri Marteau : Herbert
- Charles Millot : Fedor Alexandrovitch Balaniev, une figure importante de l'espionnage soviétique
- Robert Murzeau : Clément
- Dominique Page : Rosemary
- Raoul Saint-Yves : un policier dans le parc
- Yvon Sarray : un policier
- Van Doude : le policeman du barrage
- Louise Chevalier : la dame interrogée
- Jean-Pierre Laverne : le chef du restaurant
- Marc Arian : le serveur
- Max Desrau : le collègue d'Harry
- Philippe Castelli : le client du restaurant Lion's
- Adrien Cayla-Legrand : un invité à la réception
- Arlette Balkis
- Robert Blome
- Un chat : Kamal / Mustapha

### Revue de presse
- Jean-Elie Fovez, « Une ravissante idiote », Téléciné, no 116, Paris, Fédération des Loisirs et Culture Cinématographique (FLECC), mai-juin 1964,  (ISSN 0049-3287)